# Villa Sagredo (Vigonovo)
Villa Sagredo è una villa veneta nel comune di Vigonovo in provincia di Venezia. Essa è legata alla famiglia dei Sagredo, proprietari della villa dal XVII al XIX secolo.
Nella villa probabilmente transitò Galileo Galilei, intimo amico di Giovanni Francesco Sagredo, protagonista del Dialogo sopra i due massimi sistemi.
Vi morì nel 1871 il senatore Agostino Sagredo, ricordato da una lapide all'interno dell'oratorio annesso alla villa.

## Galleria d'immagini

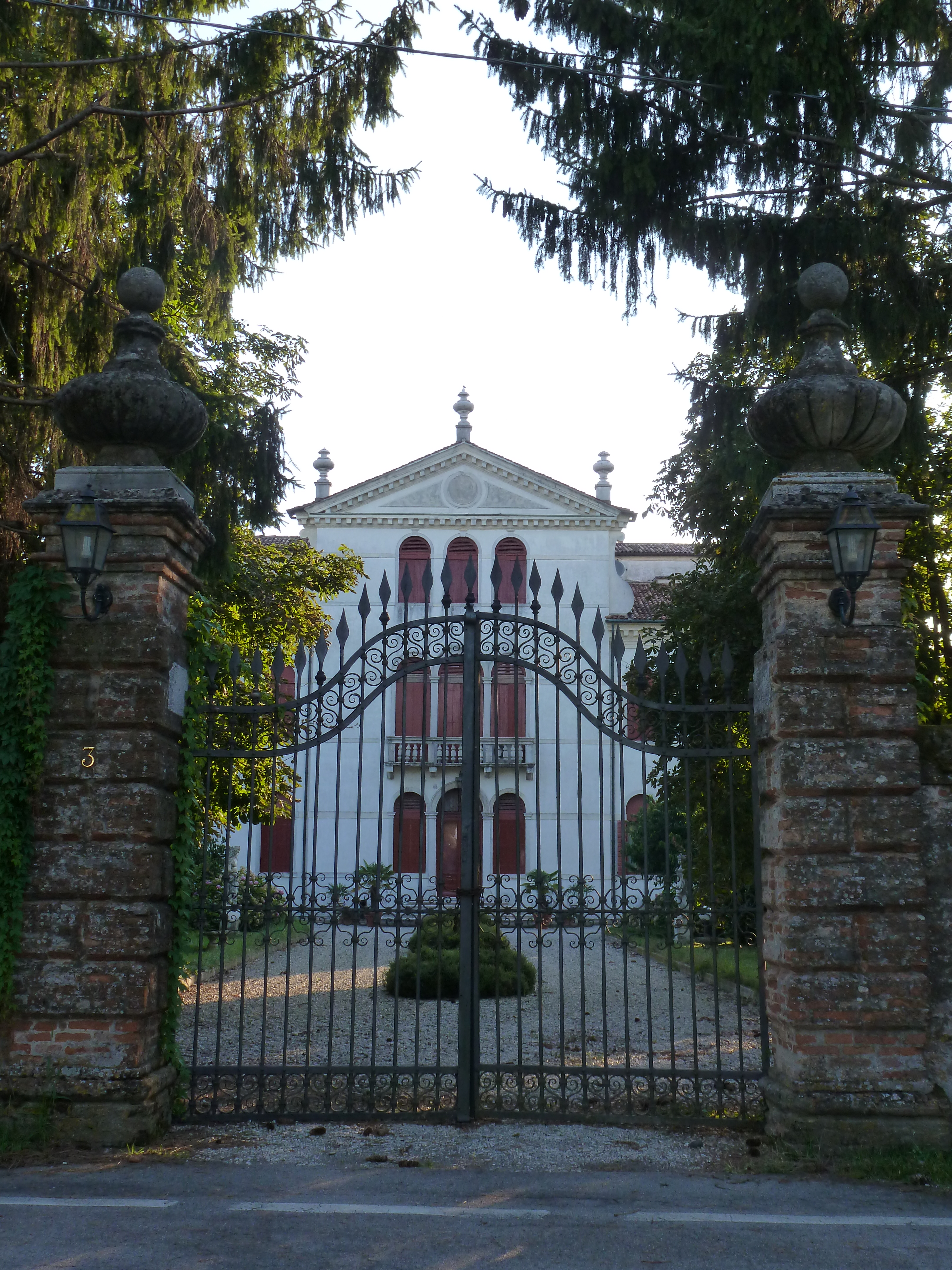
Facciata di Villa Sagredo
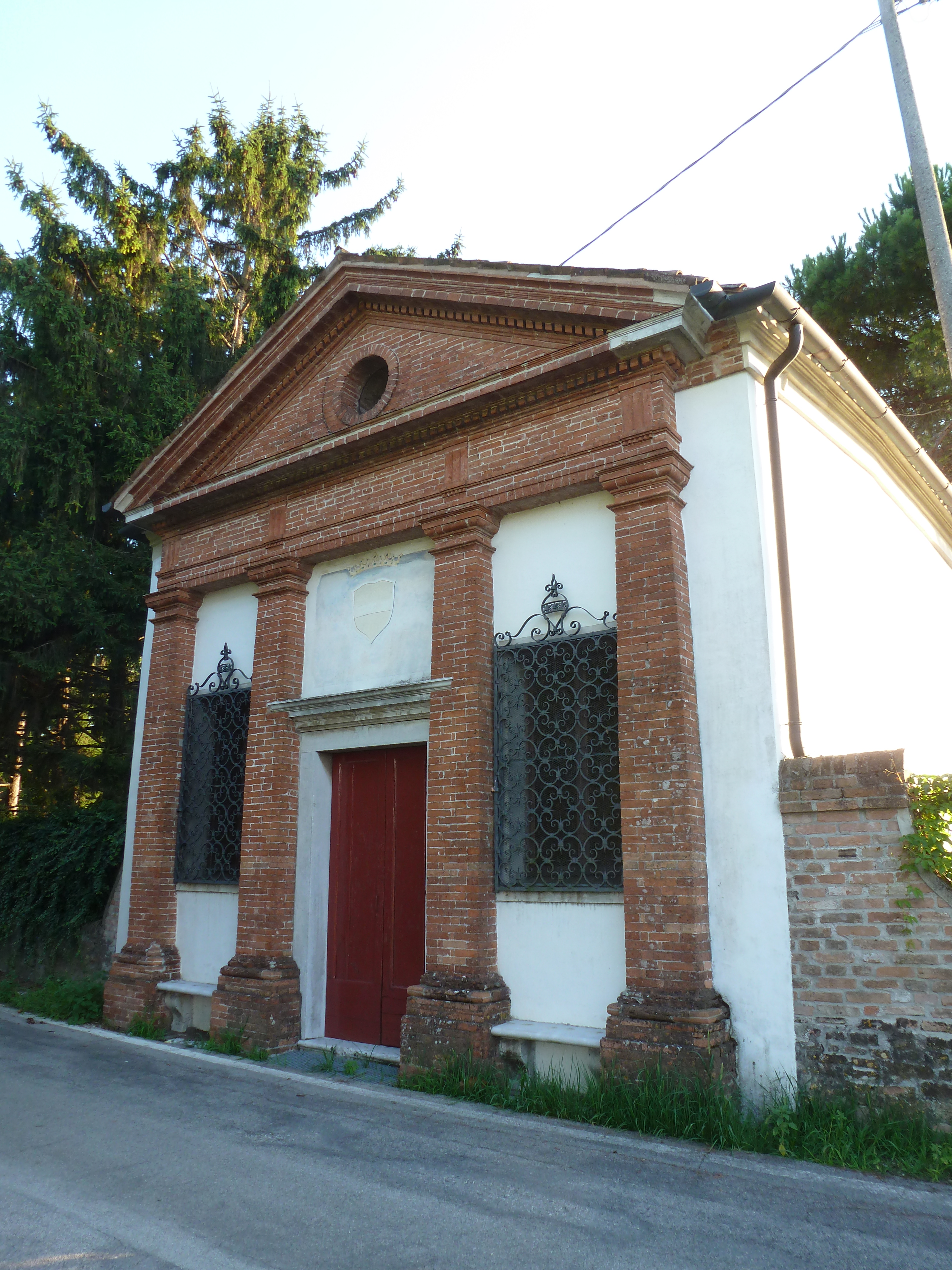
Oratorio di Villa Sagredo
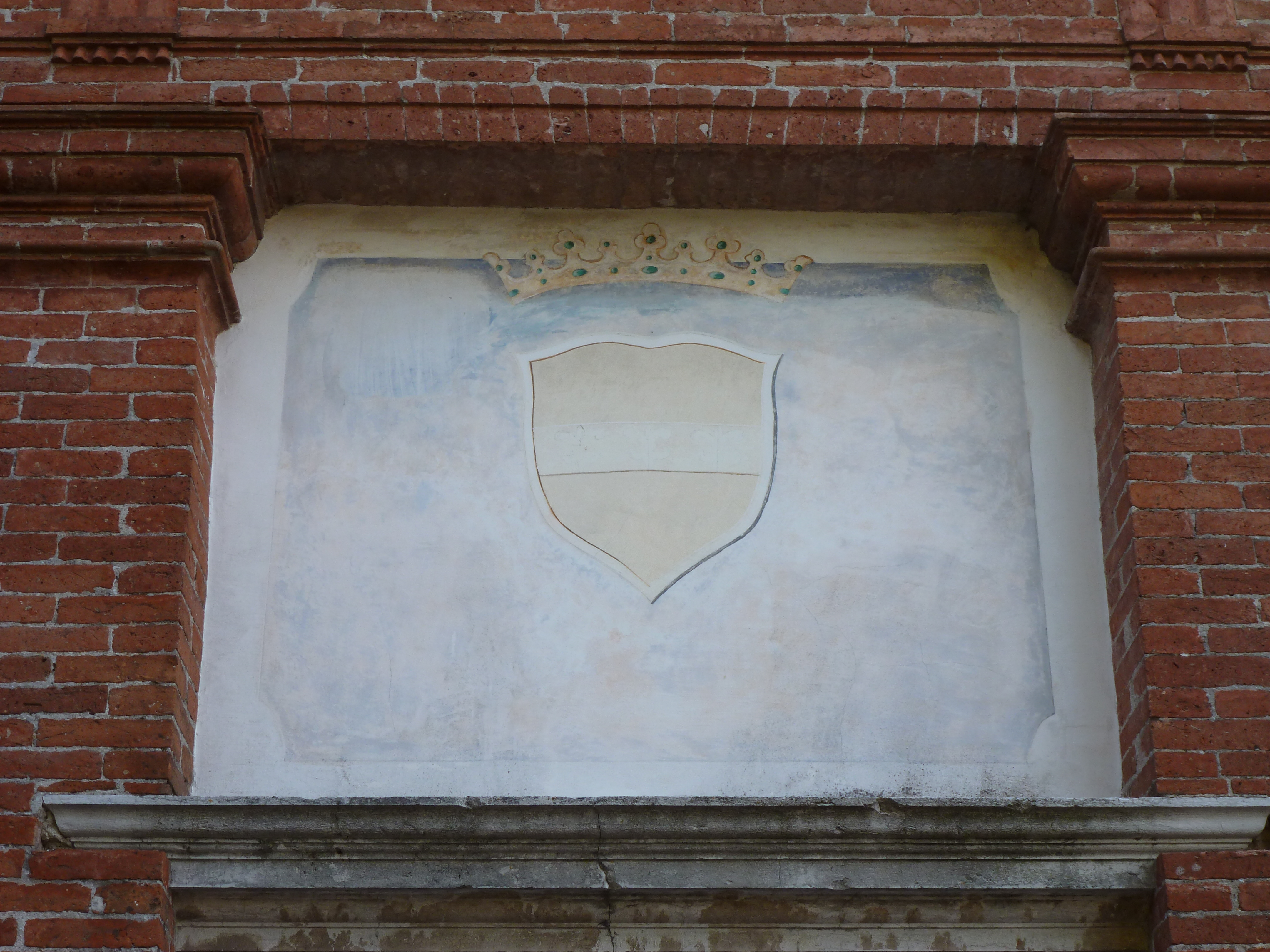
Particolare dell'oratorio
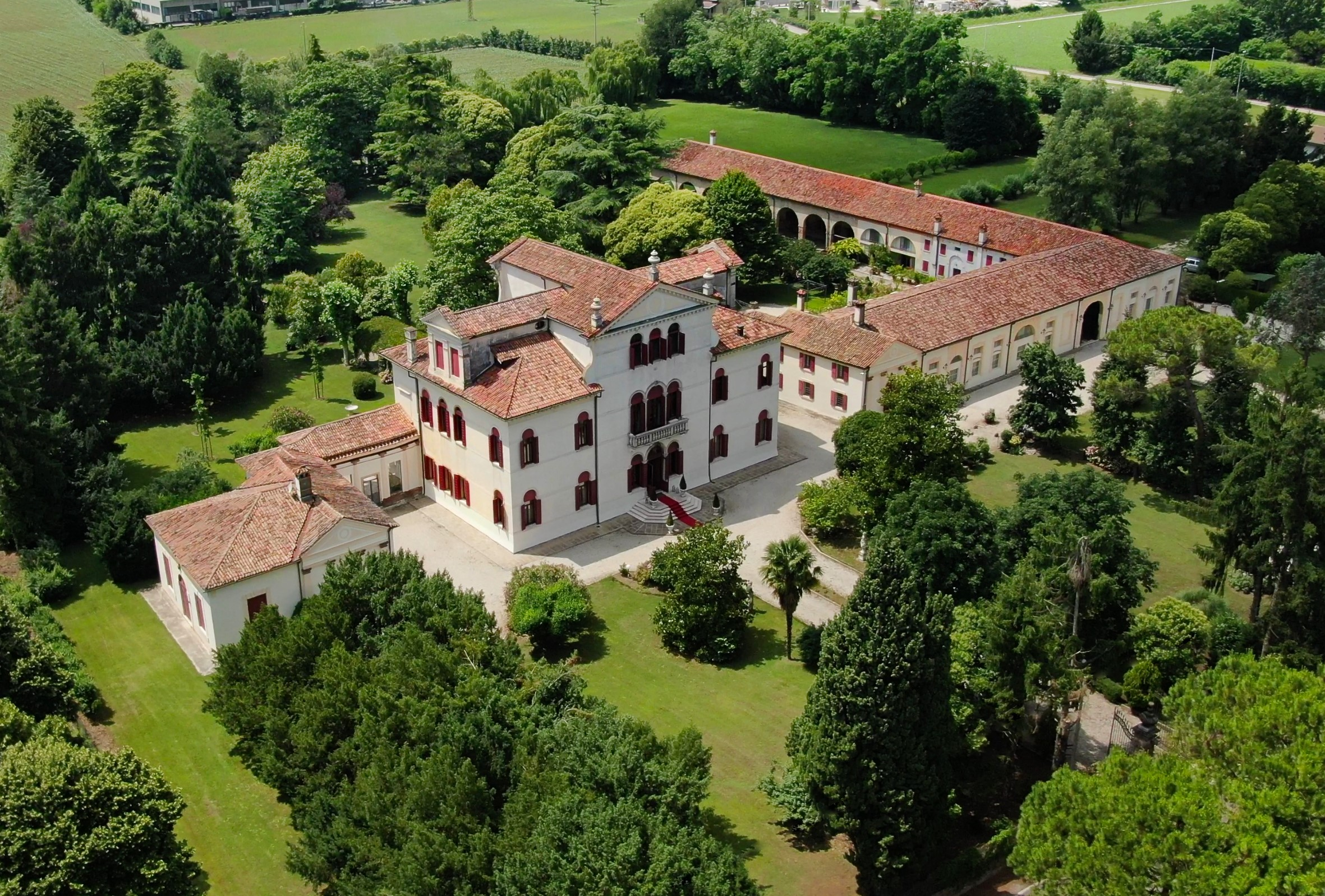
Vista dall'alto
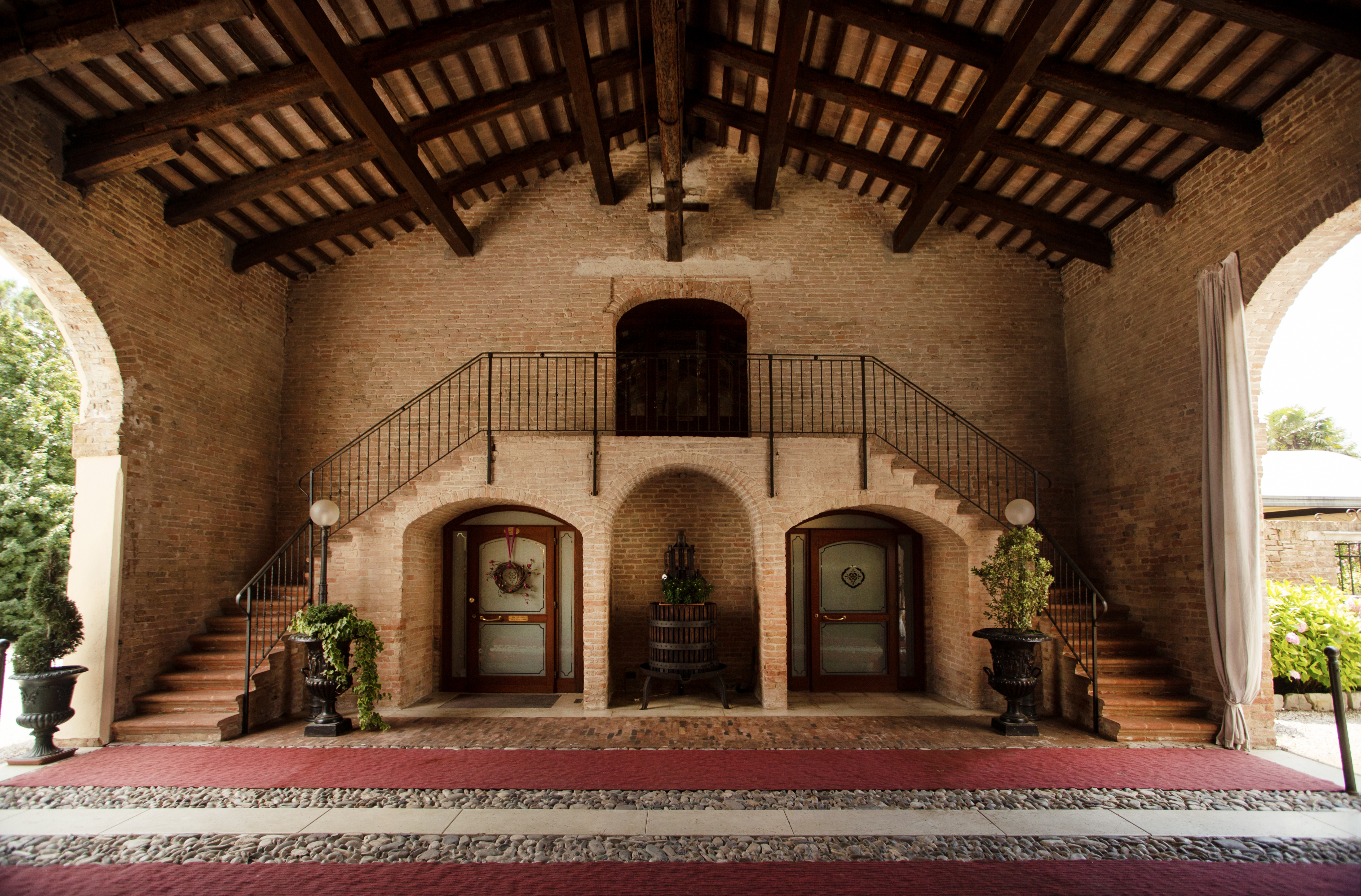
Barchessa